# 胡皇后 (北魏孝明帝)
胡皇后（ここうごう、生没年不詳）は、中国の北魏の孝明帝の皇后。孝明帝の生母霊太后の従姪で、孝明帝の又従姉妹にあたる。

## 経歴
冀州刺史胡盛の娘として生まれた。霊太后の一門として皇后に立てられた。孝明帝は酒好きで、もっぱら充華嬪潘氏を寵愛したため、皇后や嬪御たちは寵愛されることがなかった。528年（武泰元年）、孝明帝の死後に出家して瑤光寺に住持した。

## 伝記資料
- 『魏書』巻13 列伝第1
- 『北史』巻13 列伝第1